# Nissim Bekhar
Pour les articles homonymes, voir Nissim.
Nissim Bekhar, né le 21 février 1848 à Jérusalem et mort le 1er janvier 1931 à New York, est un éducateur séfarade, surtout connu pour avoir permis à Eliézer Ben Yéhoudah d'enseigner l'hébreu moderne en utilisant une méthode nouvelle et tout à fait révolutionnaire (elle venait de voir le jour en Europe et n'est toujours pas appliquée dans de nombreux systèmes éducatifs), la méthode directe (1882).

## Biographie
Enseignant la langue hébraïque à l'Alliance israélite universelle de Jérusalem sans aucune autre langue de « communication », Ben Yéhoudah assure ainsi, grâce à Béhar, le succès foudroyant de la langue « nouvelle » qu'il prône, l'hébreu parlé « natif ». L'Oulpan, cours accéléré d'immersion, en fera autant en créant les bases de la langue naturelle de la société israélienne contemporaine.
Il est enterré au cimetière juif du mont des Oliviers à Jérusalem.

## Hommage
Une rue de Jérusalem porte son nom.